# Наперстянка
Наперсник, наперстя́нка (Digitális) — рід трав'янистих рослин, що належить до родини подорожникових (Plantaginaceae). Квіти розміщені на високому стеблі, трубчасті і відрізняються кольорами за видами, від фіолетового до рожевого, білого і жовтого. Найвідомішим видом наперстянки є наперстянка пурпурова. Ця дворічна рослина вирощується як декоративна рослина через її яскраві квіти, які варіюються в кольорі, з різними фіолетовими відтінками, а також від світло-сірого до чисто білого. Також квіти можуть мати різноманітні цяточки і плями. Дигіталіс, виділений з наперстянки, довгий час залишався єдиним і незамінним препаратом для лікування хронічної серцевої недостатності; в той же час при передозуваннях він є небезпечною отрутою.

## Характеристика

### Назва
Наукова назва роду походить від лат. digitus («палець» або «наперсток») — за формою віночка. Поряд з наперстянка відомий також варіант напе́рстник.

### Ботанічний опис
Багаторічні або дворічні трави, в Західному Середземномор'ї напівчагарники та чагарники.
Стебла жорсткі високі, нерозгалужені від 30 до 150 см заввишки.
Листки чергові, цільнокраї, ланцетоподібні або довгасто-ланцетні, гострі, здебільшого поступово переходять у приквіткове листя.
Квітки неправильні, частіше великі, жовті, пурпурові, рудуваті, у верхівкових, здебільшого густих односторонніх чи багатосторонніх китицеподібних суцвіттях. Оцвітина 5-членна; віночок двогубий, дзвониковий або кулясто роздутий. Цвітуть в червні — серпні.
Плід — коробочка з дрібним коричневим насінням, що зберігає схожість 2-3 роки. У 1 г близько 10000 насінин.

### Поширення
Цей рід поширений у Західній та Південно-Західній Європі, Західній та Центральній Азії, Австралії та Північно-Західній Африці.
Ростуть здебільшого у листяних та змішаних лісах, на узліссях, галявинах, чагарниках, лугах.

### Біологічні особливості

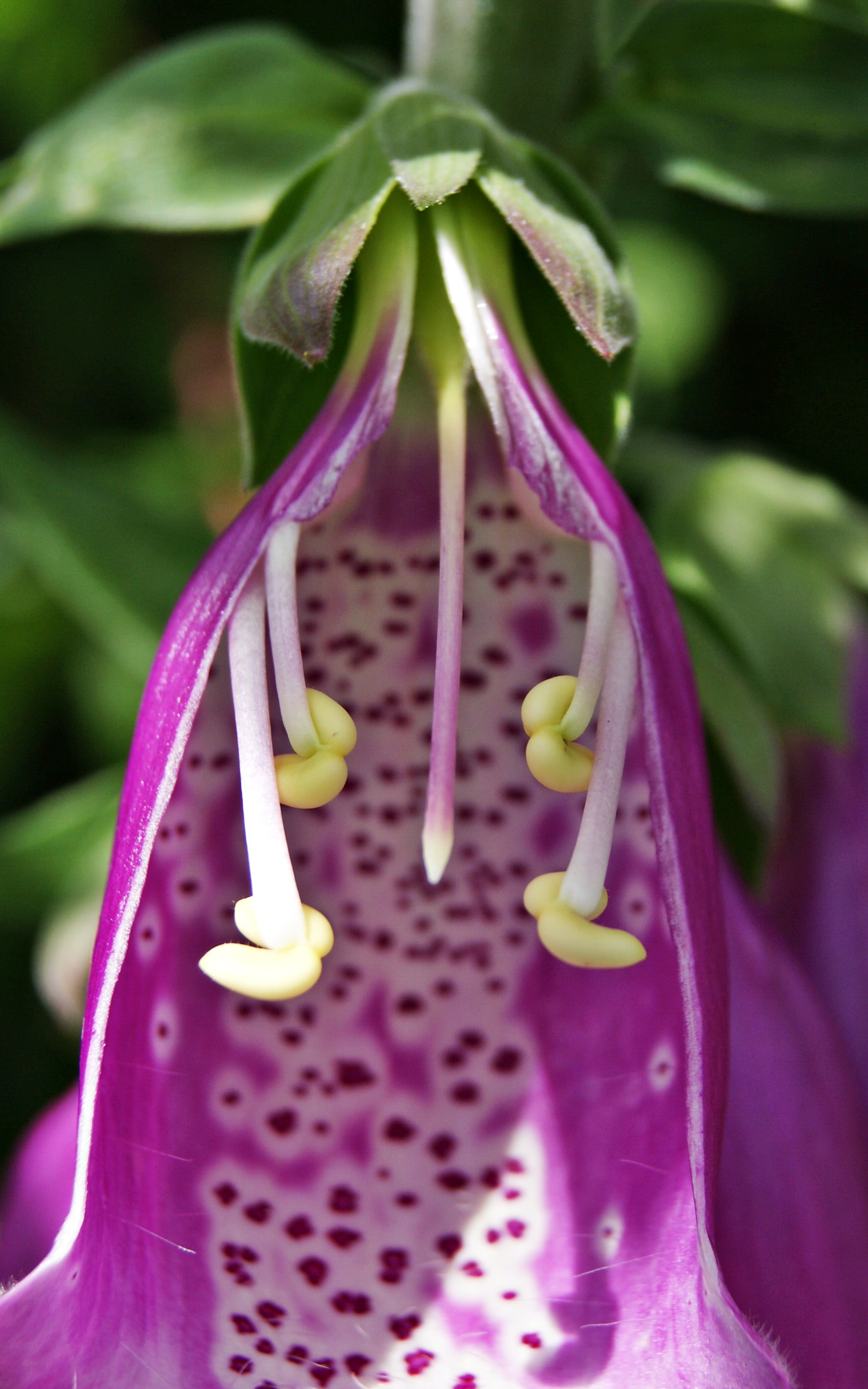
Квітка наперстянки пурпурової у розрізі

Наперстянки є кормовими рослинами для метеликів: Euphydryas Aurinia, Euphydryas Aurinia beckeri, Euphydryas maturna, Mellicta Aurelia та совки Polymixis flavicincta..
Квітки наперстянки служать притулком для комах у холодні ночі, так як температура вночі всередині квітки значно вища, ніж температура навколишнього повітря. Залишаючи свої притулки, комахи переносять на собі пилок і залишають на інших квітках, сприяючи тим самим запиленню рослин. Квітки наперстянки влаштовані так, що джмелі неминуче вимазують в пилку спину, дотикаючись нею до двох пар пиляків.

## У садівництві
Деякі види наперстянок декоративні. Наперстянка великоквіткова (Digitalis grandiflora) в культурі з 1561 року, (Наперстянка іржава (Digitalis ferruginea) — з 1597, а Наперстянка пурпурова (Digitalis purpurea) — з глибокої давнини. у СРСР наперстянку червону культивували в Краснодарському краї, Західному Сибіру, наперстянка шерстисту — на Північному Кавказі та в Україні.
Наперстянка росте на кислих ґрунтах, на ділянках з різним освітленням, але краще на сонці. У рік посіву утворяться розетки і тільки на наступний рік наперстянки зацвітають.
У дикому стані зазвичай зустрічається на проблемних ділянках — вирубаного лісу, після пожежі тощо.

## У медицині

### Хімічний склад
Наперстянки містять сапоніни — (Від лат. Sapo — мило), рослинні глікозиди, що відрізняються наступними властивостями: дряпає, а в великих кількостях викликає нудотний смак (звідси їх застосування в якості відхаркувальних). Сапоніни викликають гемоліз — фізіологічну деструкцію кров'яних клітин і при введенні в кров дають важкі явища отруєння.
При прийманні сапонінів організм стає більш сприйнятливим для отрут, ліків та інших хімічних засобів, тому при введенні ліків разом з сапонінами дози іноді в кілька десятків разів менші діють так само, як великі дози. Так наприклад настій наперстянки діє набагато сильніше і вірніше, ніж розчин одних глікозидів наперстянки, звільнених від сапоніну. Причину такого явища вбачають в тому, що в наперстянці міститься сапонін (дигітонін). Сапоніни володіють властивістю емульгувати жири, для цієї мети запропоновані зокрема вилучення з мильного кореня (див.) або квілаі.
Сапоніни мають дуже різну за силою і навіть за характером дію, що до сих пір заважає введенню сапонінів в медичний обіг.
Деякі наперстянки — в народній медицині цінні лікарські рослини: Наперстянка пурпурова, або червона (Digitalis purpurea); Наперстянка великоквіткова (Digitalis grandiflora), яка зустрічається у Європі, на Кавказі і півдні Західного Сибіру; Наперстянка шерстиста (Digitalis lanata), яка росте у Закарпатській та Одеській областях; а також кавказькі види (Наперстянка іржава (Digitalis ferruginea), та Наперстянка війчаста (Digitalis ciliata)).
Глікозиди, які містяться у листі наперстянки, регулюють діяльність серця, посилюють сечовиділення і зменшують набряки. Будь-яке самостійне використання рослини суворо заборонено. Усі види — отруйні рослини, містять складні глікозиди (у всіх частинах рослини, але головним чином у листі), які сильно впливають на роботу серця.

#### Симптоми отруєння
Дигіталіс і дигоксин (глікозиди наперстянки) представляють собою найсильніші серцево-судинні отрути, що крім того, мають місцеву подразнювальну дію. Симптоми отруєння: серцевий напад (у важких випадках — зупинка серця), нудота, блювота, біль у животі, діарея, головний біль, повільний нерегулярний пульс (падіння пульсу), задишка, запаморочення, ціаноз, іноді також тремтіння, конвульсії, делірій і галюцинації. Мінімальною смертельною дозою наперстянки є доза 2,25 г.

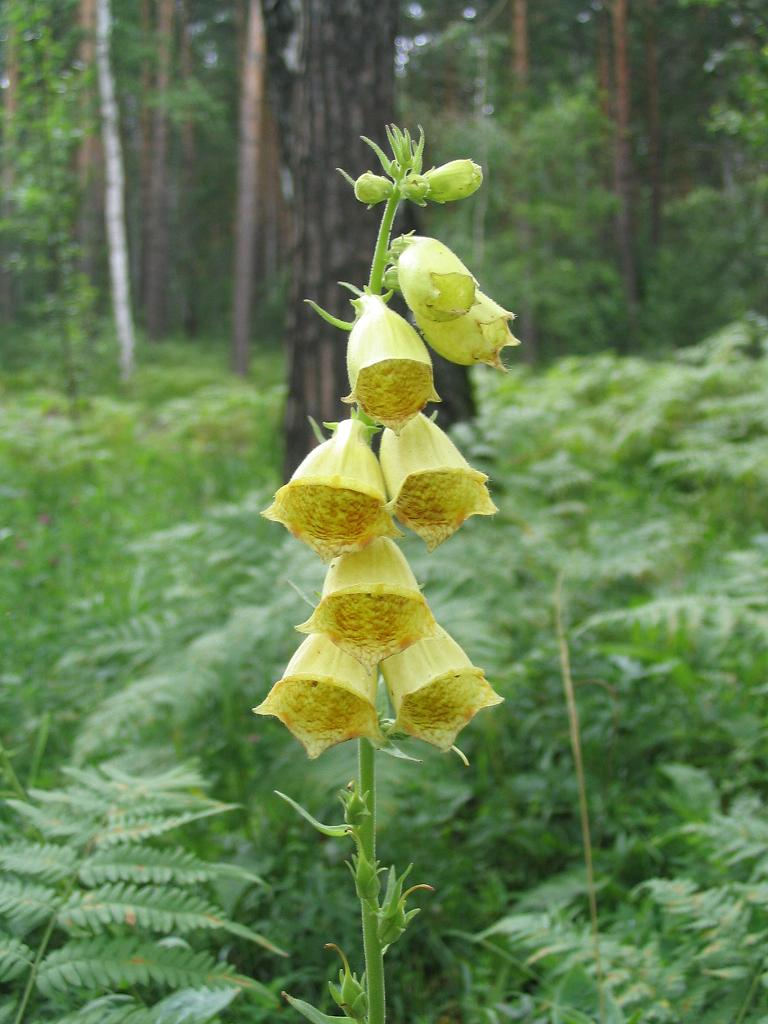
Digitalis grandiflora
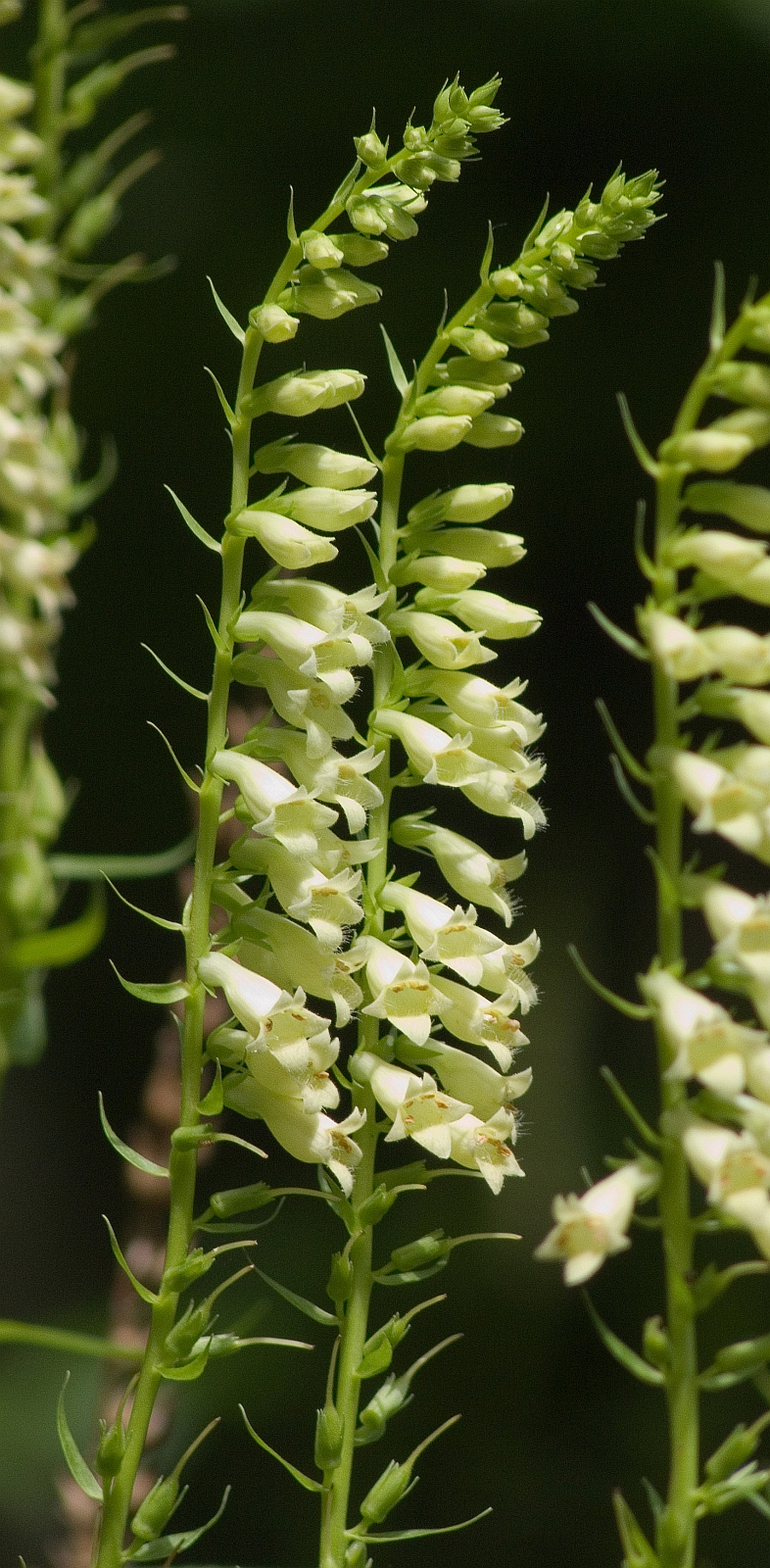
Digitalis lutea
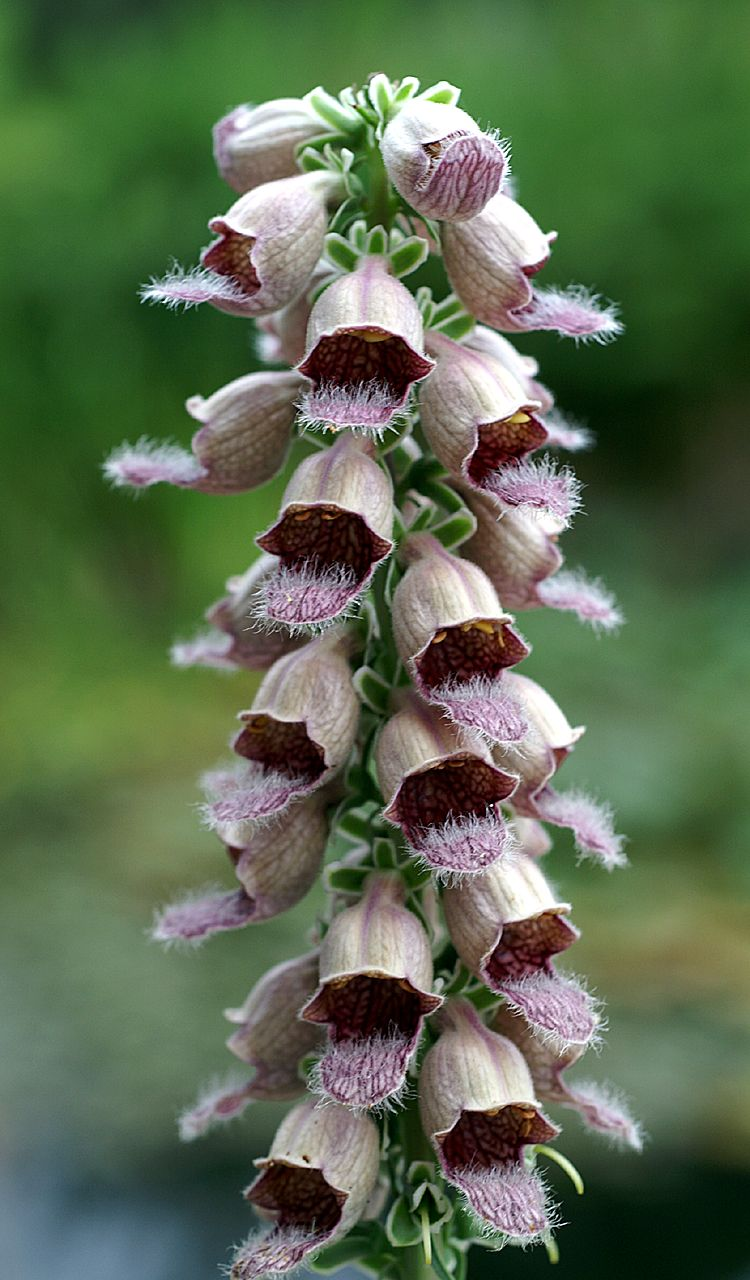
Digitalis ferruginea
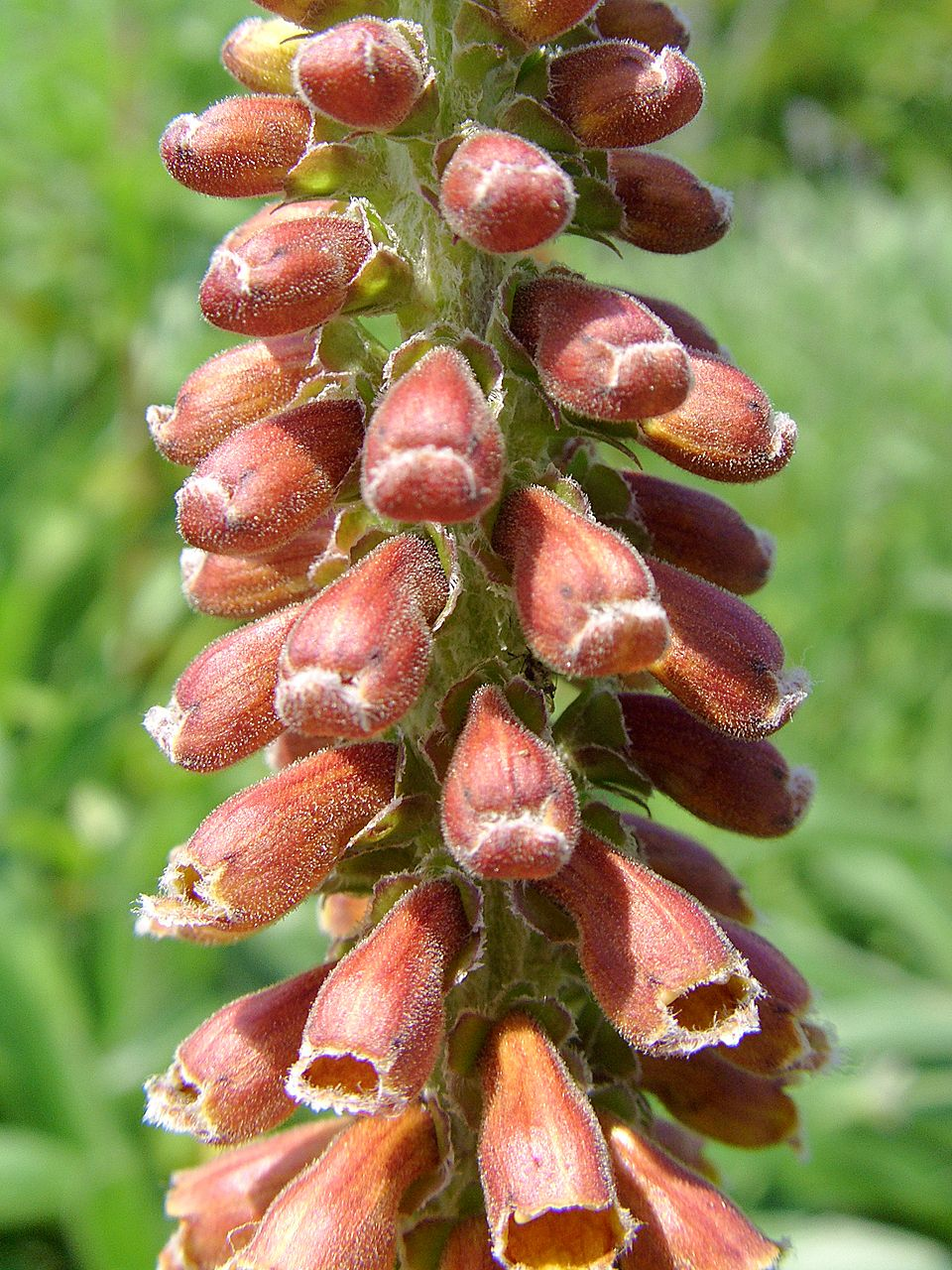
Digitalis parviflora
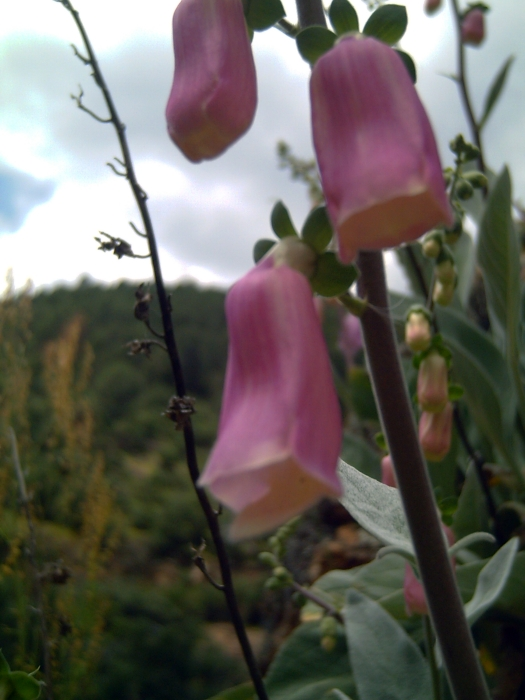
Digitalis mariana
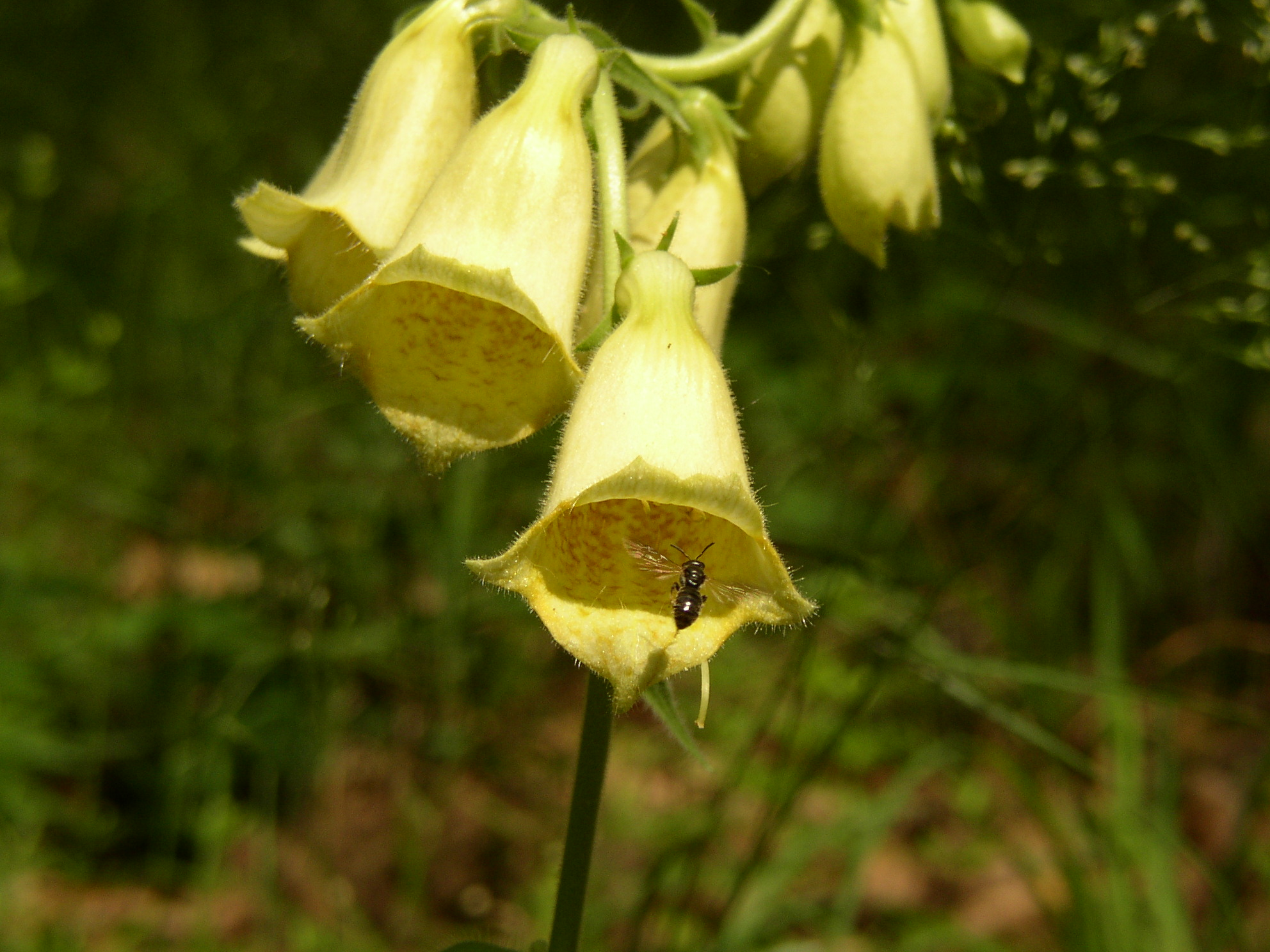
Digitalis grandiflora
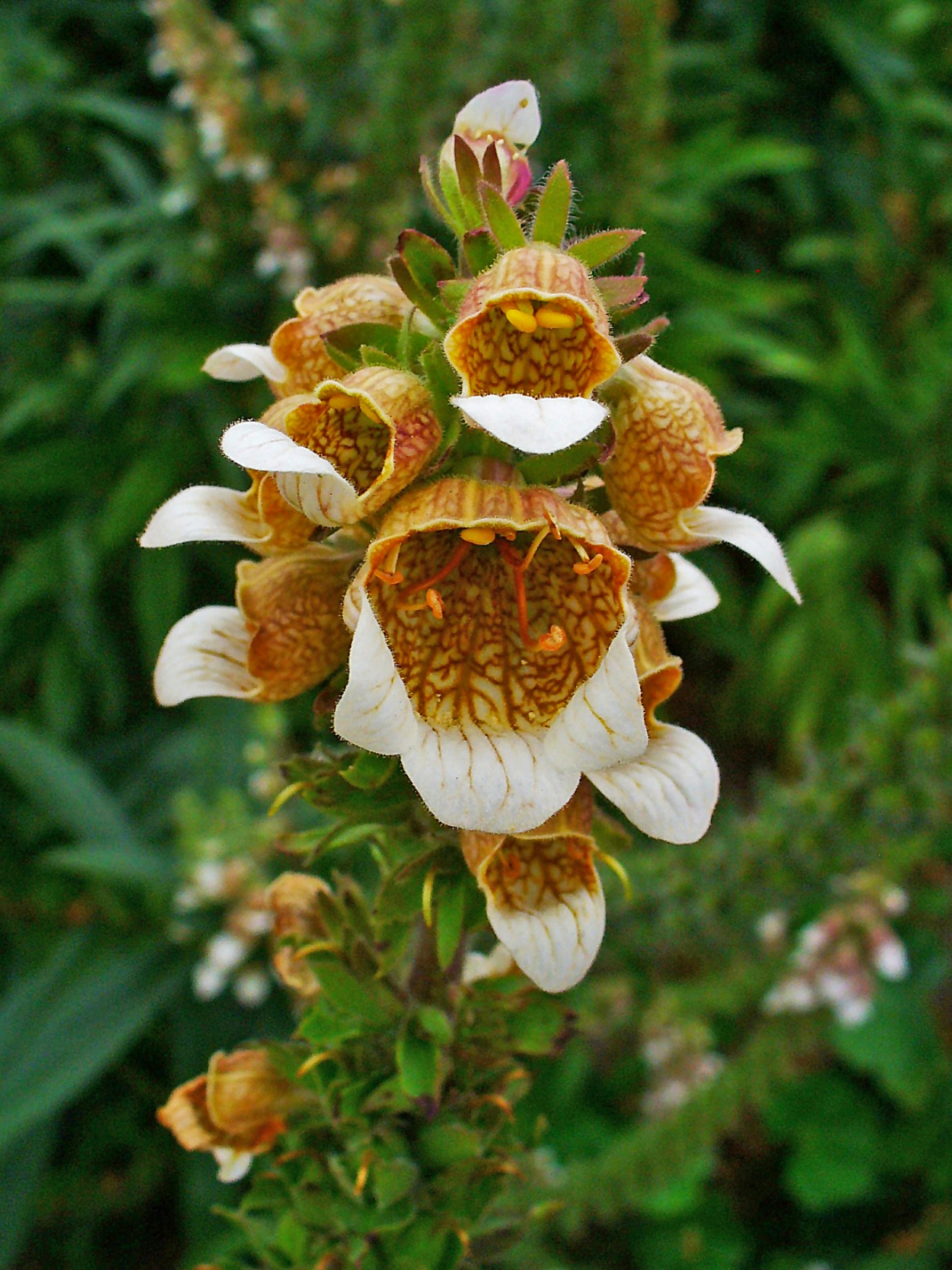
Digitalis lanata